# SUBSIS
SUBSIS steht für Subsea Separation and Injection System. Dabei handelt es sich um eine vollautomatische Förderplattform in 1200 m Tiefe der Firma Asea Brown Boveri. Diese ferngesteuerte Anlage wird auf ein vorhandenes Bohrloch gesetzt und pumpt dann Öl aus dem Meeresboden. Dabei trennt es zugleich Öl und Gas vom Wasser.